# Staatsbibliothek zu Berlin

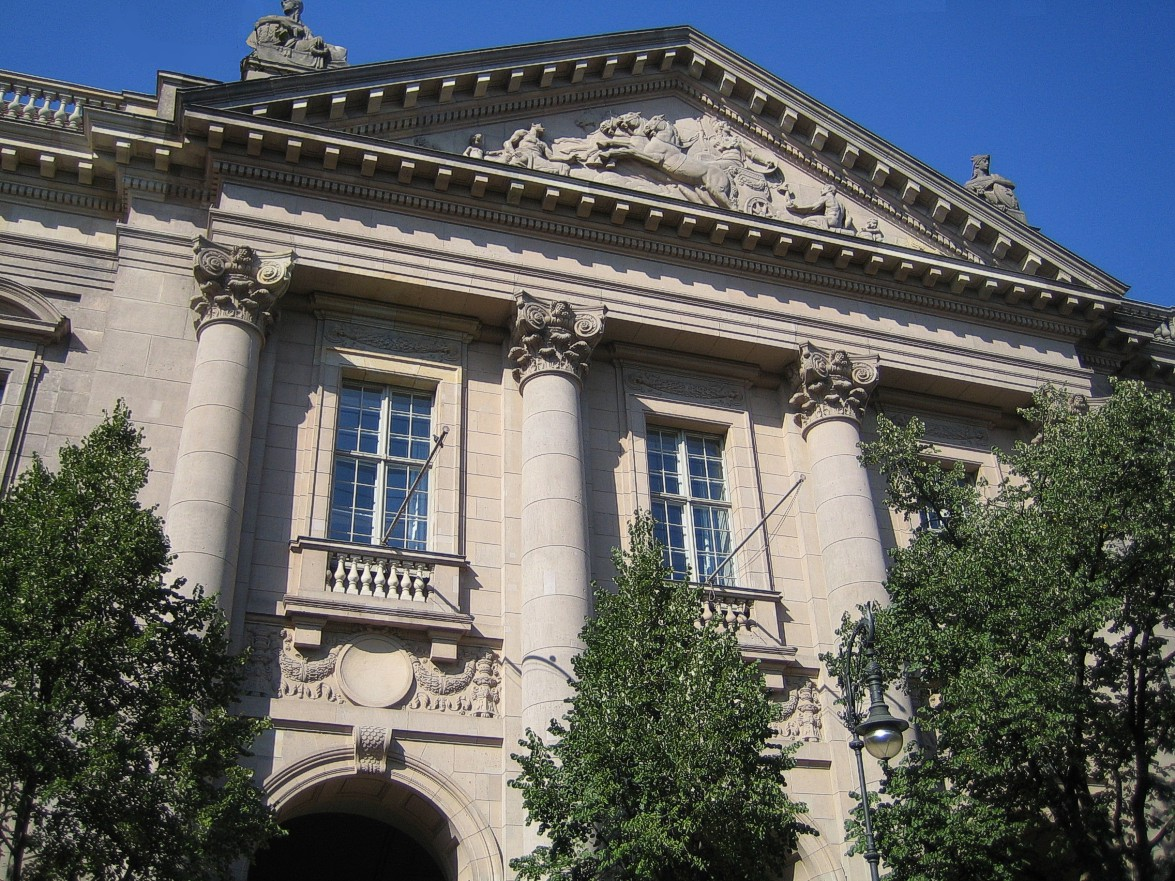
Staatsbibliothek zu Berlin (Hus 1).

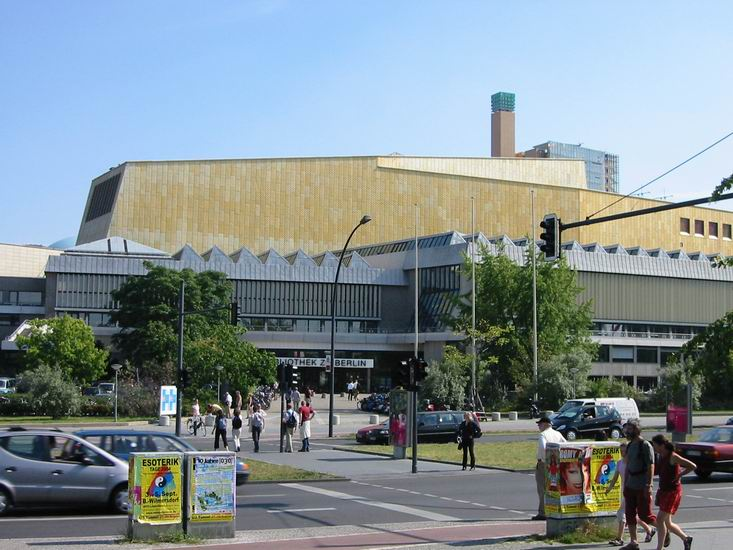
Staatsbibliothek zu Berlin (Hus 2) av Hans Scharoun.

Staatsbibliothek zu Berlin, tidigare Preußische Staatsbibliothek (Preussiska statsbiblioteket) respektive Königliche Bibliothek (Kungliga biblioteket)), är ett bibliotek i Berlin. Samlingen omfattar över 22 miljoner exemplar.
Biblioteket grundades 1661 som Churfürstliche Bibliothek zu Cölln an der Spree, i det kurfurstliga slottet i Cölln som numera är en del av Berlin.  Då biblioteket grundades var det kurfurstens privatbibliotek och inrymt i en av slottets flyglar, från 1701 kallades det Königliche Bibliothek och inrymdes från 1780 i en egen av Fredrik II av Preussen uppförd byggnad vid Opernplatz, det hus som idag kallas Alte Bibliothek eller Kommode. 1902-1909 uppfördes det nya, 1914 invigda biblioteksbyggnaden vid Unter den Linden. I samband med Vilhelm II:s abdikation och den tysk-preussiska monarkins avskaffande 1918 ändrades bibliotekets namn till Preußische Staatsbibliothek.
Det är ett allmänt bibliotek med mycket vetenskaplig litteratur. Biblioteket skadades svårt av andra världskrigets bombningar och plundrades av Sovjetunionens trupper. Man hade dock fört bort delar av samlingen med originalverk och gömt dem i gruvor, varför de finns kvar i biblioteket. Det har idag 200 000 unika tryck och inkunabler, exempelvis blocktryck från början av Kinas Ming-period och världens äldsta japanska tryck från 764 till 770 e.Kr., 41 600 orientaliska och 18 000 västerländska handskrifter från medeltiden och tidigmodern tid. Det har även den största Mozartsamlingen i världen och 80 procent av alla manuskript av Johann Sebastian Bach med mera.
Berlins delning under DDR-epoken har skapat två olika byggnader som ingår i biblioteket: Det äldre Hus 1 på Unter den Linden i stadsdelen Mitte, som låg i Östberlin under delningen, och det senare i Västberlin uppförda Hus 2 vid Kulturforum på Potsdamer Strasse i stadsdelen Tiergarten.
Sedan 2004 förestås biblioteket av Barbara Schneider-Kempf.
Det går att låna från biblioteket, men katalogen är inte lättillgänglig. Dessutom noteras inte förkomna böcker. Läsesalarna är hårt belastade. Sedan 2009 finns ett datornätverk för registrerade användare. 1978 gavs ett frimärke ut med biblioteket som motiv.